# Schizonycha etischizoides
Schizonycha etischizoides är en skalbaggsart som beskrevs av Moser 1914. Schizonycha etischizoides ingår i släktet Schizonycha och familjen Melolonthidae. Utöver nominatformen finns också underarten S. e. tinanti.